# Botiga de Queviures (Sant Cugat del Vallès)
La Botiga de Queviures és un edifici del municipi de Sant Cugat del Vallès (Vallès Occidental) que forma part de l'Inventari del Patrimoni Arquitectònic de Catalunya.

## Descripció
És una botiga dins d'una casa de poble a la cantonada del carrer Xerric. És interessant per la notable decoració exterior i interior d'aparadors amb fusta treballada que formen dibuixos florals d'inspiració clàssica i modernista.